# 威廉·魏格纳
威廉·魏格纳（Wilhelm Wegener，1895年4月29日 - 1944年9月24日）是一位第二次世界大战期间的納粹德國步兵將軍，曾指揮納粹德國的L军团，並获颁騎士鐵十字勳章。1944年9月24日，他在一场苏军空袭中阵亡。柏林方面于9月26日在无线电广播中表示魏格纳在东方戰線“英勇战死”。